# Bolyphantes kolosvaryi
Bolyphantes kolosvaryi is een spinnensoort in de taxonomische indeling van de hangmatspinnen (Linyphiidae).
Het dier behoort tot het geslacht Bolyphantes. De wetenschappelijke naam van de soort werd voor het eerst geldig gepubliceerd in 1936 door Lodovico di Caporiacco.